# York (Dakota del Nord)
York è un centro abitato (city) degli Stati Uniti, situato nella Contea di Benson nello Stato del Dakota del Nord. Nel censimento del 2000 la popolazione era di 26 abitanti. La città è stata fondata nel 1887.

## Geografia fisica
Secondo i rilevamenti dell'United States Census Bureau, la località di York si estende su una superficie di 0,60 km², tutti occupati da terre.

## Popolazione
Secondo il censimento del 2000, a York vivevano 26 persone, ed erano presenti 7 gruppi familiari. La densità di popolazione era di 44 ab./km². Nel territorio comunale si trovavano 32 unità edificate. Per quanto riguarda la composizione etnica degli abitanti, il 96,15% era bianco e il 3,85% apparteneva a due o più razze.
Per quanto riguarda la suddivisione della popolazione in fasce d'età, il 26,9% era al di sotto dei 18, il 19,2% fra i 25 e i 44, il 30,8% fra i 45 e i 64, mentre infine il 23,1% era al di sopra dei 65 anni di età. L'età media della popolazione era di 48 anni. Per ogni 100 donne residenti vivevano 100,0 maschi.